# Короткоклювая тимелия
Короткоклювая тимелия (лат. Stachyris humei) — вид воробьиных птиц из семейства тимелиевых (Timaliidae). Раньше вид относили к роду короткоклювых тимелий (Sphenocichla), который считался монотипическим, но потом подвиду S. h. roberti повысили ранг до видового (Sphenocichla roberti), поскольку он от короткоклювой тимелии отличается пением. Позднее оба вида были перенесены в род Stachyris.
Короткоклювая тимелия распространена от крайнего востока Непала, Сиккима и севера Западной Бенгалии на восток до Бутана и северо-восточной Индии (северо-запада Аруначал-Прадеша). Средняя длина тела составляет 17 см. Тревожный крик звучит как сухое стрекотание «hrrt-hrrt-hrrt…», «hrr`it» и т. п.